# الأدب العالمي
يُشير مُصطلح الأدب العالمي في سياق الكلام إلى مجموعةِ الآداب الوطنية القومية في العالم، ويُقصَد به بشكلٍ خاصّ بلوغ الآداب القومية المختلفة حضوراً عالمياً بفضل تطور وسائل الطباعة والنشر والنقل، إذ أحدَث ذلك تأثيراً في واقع الآداب، وأخرجها من حدودها القومية الضيقة باتجاه العالمية، لتجتمع أرقى الأعمال الأدبية من مختلف الآداب تحت مظلة أدبٍ عالميٍ واحدٍ؛ فهو الأدب الذي اجتاز الحدود بين الدول، وترجم إلى كثير من لغات العالم، وحقق انتشارًا واسعًا، وشهرةً كبيرةً، بفضل ما يمتلك من خصائص فنية، تتمثل في تصويره بيئته، وتعبيره عن قضايا تهم الإنسان. غالِباً ما استُخدِم مصطلح الأدب العالمي لوصف روائع الأدب الأوروبي الغربي، وكان أوّل من صاغه هو الأديب الألماني غوته. أما اليوم يشير الأدب العالمي بشكلٍ أوسَع ليَضُمّ جميع بقاع العالم وليس محصوراً فقط على الأدب الأوروبي.

## التاريخ
كان أوّل من صاغ مُصطَلح الأدب العالمي هو الأديب الألماني يوهان فولفغانغ فون غوته في العديد من مقالاته في العقود الأولى من القرن التاسع عشر، وقد استَخَدمه لوصفِ الانتشار العالمي والاستقبال الجماهيري للأعمال الأدبيّة الأوروبية بشكلٍ عام. وقد انتَشر هذا المصطَلح أكثَر بعدَ قيام الشاعر يوهان بيتر إيكرمان كتابَه محادثات مع غوته عام 1835. وقد تحدّث غوته مع إيكرمان عن الإثارة التي يَحصُل عليها من قراءته للروايات الصينيّة والفارسيّة والصربية، فضلاً عن استمتاعه برؤية أعمالِه مُترجمة للغاتٍ أخرى وتُناقش بجديّة في الخارج خاصّةً في فرنسا. وفي مقالةٍ عام 1827، أخبَر غوته إيكرمان عن توقّعه بكون الأدب العالمي في السنوات المقبلة سيحل محل الأدب الوطني باعتباره النمط الرئيسي للإبداع الأدبي.
استخدم كارل ماركس وفريدريك إنجلز المصطلح في بيانهم الشيوعي عام 1848، لوصف «الطابع العالمي» للإنتاج الأدبي البرجوازي. مما يعكس فهم جوته الاقتصادي بشكلٍ أساسيٍ للأدب العالمي كعملية للتجارة والتبادل.

## الفهم المُعاصِر
في السياق المعاصر، يُفهم الأدب العالمي كمجال أدبي يتناول القضايا الإنسانية والثقافية العالمية بشكل متكامل، مستخدمًا لغات وأساليب متنوعة. يتعامل الأدب العالمي مع التحديات والتجارب الشخصية والجماعية التي تتجاوز الحدود الوطنية، مما يسهم في تعزيز التفاهم الثقافي والتواصل بين مختلف المجتمعات.

## الأدب العالمي على الإنترنت
لقد أدت التكنولوجيا الحديثة إلى تحويل الأدب العالمي من مفهوم نظري يقتصر على الأكاديميين والنقاد إلى ظاهرة عملية يمكن لكل فرد المشاركة فيها. أسهمت الأدوات الرقمية والمكتبات الإلكترونية ووسائل التواصل الاجتماعي في توسيع نطاق الوصول إلى الأدب العالمي، مما أحدث تغييرًا عميقًا في كيفية استهلاك الأدب وتداوله بين الثقافات.

#### المكتبات الإلكترونية
منصات مثل "بروجيكت غوتنبرغ" و"غوغل بوكس" تقدم مكتبة رقمية ضخمة تتيح الوصول إلى آلاف الكتب المجانية بلغات مختلفة. وفقًا لموقع "بروجيكت غوتنبرغ"، يمكن للقراء تنزيل أكثر من 60 ألف كتاب مجاني، بما في ذلك الأعمال الأدبية العالمية الكلاسيكية التي تمثل ثقافات متعددة. هذه المنصات تسهل اكتشاف أعمال أدبية لم يكن من الممكن الوصول إليها بسهولة في الماضي وسائل التواصل الاجتماعي ومنصات القراءة.
وسائل التواصل الاجتماعي أصبحت أداة فعالة لتعريف القُراء بالأدب العالمي. على سبيل المثال، منصة "جود ريدز" تتيح للمستخدمين مراجعة الكتب وتقديم توصيات لغيرهم. تشير تقارير المنصة إلى أن المجتمعات الرقمية ساعدت في تسليط الضوء على أدب الثقافات المهمشة عبر مراجعات شخصية وتوصيات من القراء حول العالم.
الترجمة الرقمية
التقنيات الحديثة مثل الترجمة الآلية أسهمت في تقريب الفجوة بين الأدب المحلي والعالمي. على الرغم من أن الترجمة الأدبية لا تزال تتطلب تدخلًا بشريًا لضمان الجودة، فإن أدوات مثل "مترجم ديب إل" و" ترجمة قوقل" ساعدت في تقديم النصوص الأصلية إلى جمهور عالمي، ما أتاح للقراء فرصة تكوين تصوّر أولي عن الأعمال الأدبية المكتوبة بلغات أجنبية.

#### أمثلة عملية
روايات مثل "عداء الطائرة الورقية" لخالد حسيني حققت شهرة عالمية بفضل الترويج الرقمي ومنصات القراءة الإلكترونية، حيث تُرجمت إلى أكثر من 40 لغة وتم تداولها بشكل واسع على الإنترنت. كما ساعدت هذه المنصات في إبراز روايات من أدب إفريقيا وآسيا التي لم تكن معروفة من قبل، مثل أعمال نغوجي واثيونغو المكتوبة بالكينية، والتي أصبحت متاحة عالميًا عبر الإنترنت.

## كلاسيكيات الأدب العالمي
الانتشار الواسع لعملٍ ما ليسَ كافياً ليُصنّف على أنّه أدبٌ عالمي. والعامل الحاسم هو القيمة الفنية المُضافة ومدى تأثيره وتنمية البشرية بشكلٍ عامٍ وتأثيره على الأدب الوطني بشكلٍ خاصٍ. وإن الاتفاق على معايير مقبولة عالميًا لتقرير ما هي الأعمال ذات التصنيف العالمي الأدبي ليس بالأمر السهل، خاصة وأن الأعمال الفردية يجب أن تؤخذ في الاعتبار في سياقاتها الزمنية والإقليمية. وإليكم مختارات من الأدب العالمي:
- الأشياء تتداعى لـِ تشينوا أتشيبي.
- عداء الطائرة الورقية لـِ خالد حسيني.
- ألف ليلة وليلة.
- المسخ لـِ فرانس كافكا.
- الإنسان الصرصار لـ فيودور دوستويفسكي.
- البؤساء لـِ فكتور هوغو.
- حياة باي لـِ يان مارتل.
- أوديسة لـِ هوميروس.
- الكوميديا الإلهية لـِ دانتي أليغييري.
- كافكا على الشاطئ لـِ هاروكي موراكامي.
- 1984 لـِ جورج أورويل.